# Nevadas extraordinarias en la ciudad de Buenos Aires
Las nevadas extraordinarias en la ciudad de Buenos Aires refieren a las ocasiones en las que ha caído nieve en el Área Metropolitana de Buenos Aires (AMBA), zona en la que no suelen presentarse las condiciones meteorológicas adecuadas para que esto ocurra.

## Nevadas

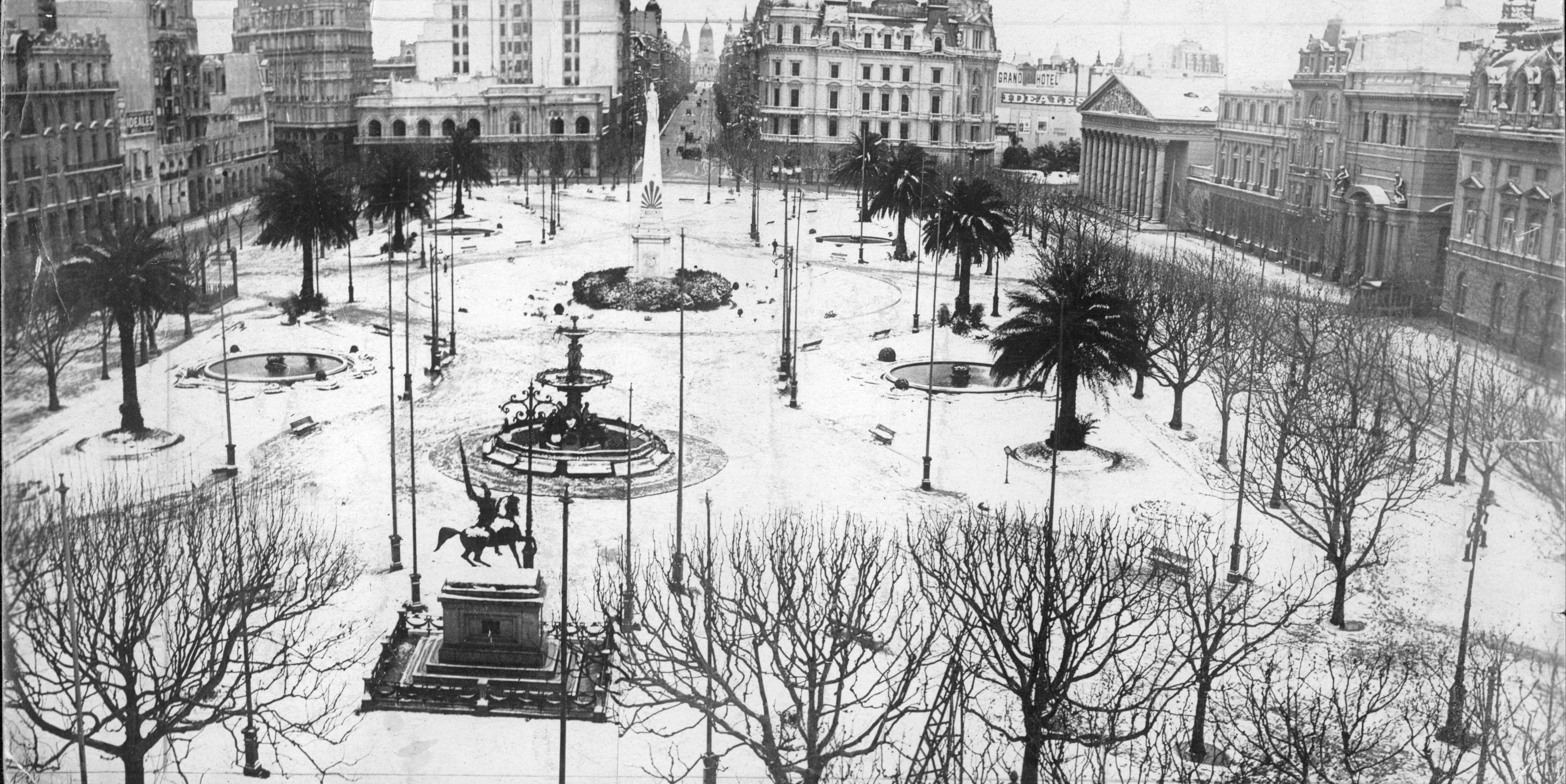
La Plaza de Mayo cubierta de nieve (1918).

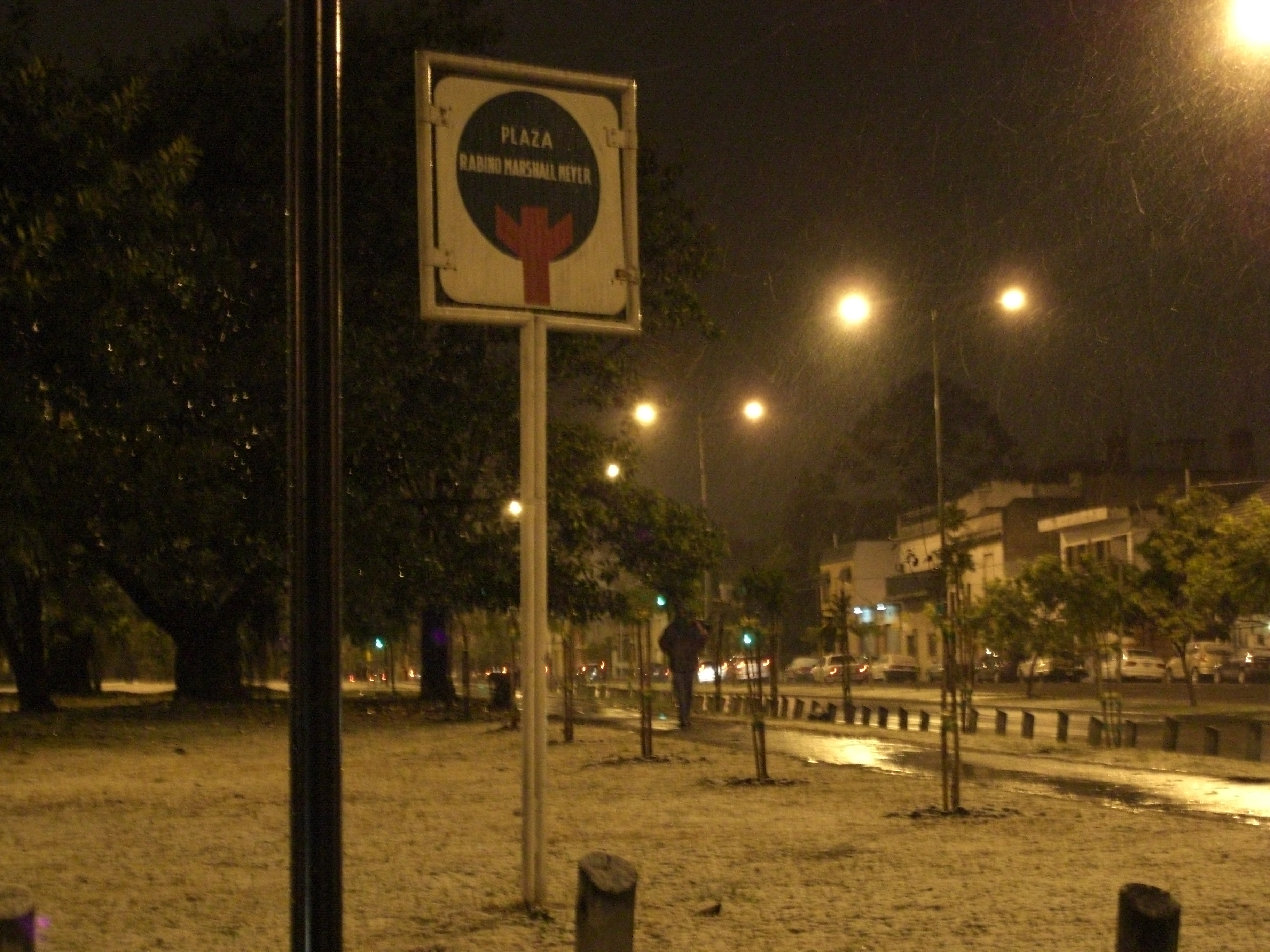
Nevada extraordinaria en Buenos Aires, 9 de julio de 2007.

La primera nevada registrada se produjo en junio de 1918 y existen registros de que fue la nevada más intensa de la que se tuviera noticias hasta ese momento. Existen fotos de la Plaza de Mayo, ubicada en pleno centro porteño, cubierta de nieve. 
El 9 de julio de 2007, casi 90 años después, volvió a nevar en la ciudad y alrededores.